# Олимпийско въстание
Олимпийското, още Колиндроското или Литохорското въстание (на гръцки: Επανάσταση του Λιτοχώρου,  Επανάσταση του Κολινδρού, Επανάσταση του Ολύμπου), е част от Гръцко въстание в Македония през 1878 година - поредица бунтове на гръцкото население срещу османската власт в южната част на Македония, инспирирани от Гърция по време на Източната криза 1876-1878 година.

## История

### Предистория
Изолирани гръцки чети навлизат в Южна Македония още през лятото на 1876 година - четите на Карапатакис, Панайотис Калогирос и Георгиос Давелис, които действат съвместно с местните чети в Олимп, Фламбуро и Каракамен. Видната местна революционна фигура епископ Николай Китроски пише, че членове на организацията Братство привличат хора от Катеринско към таен заговор още през лятото на 1876 година. През септември 1877 година, когато революционерите се обръщат към него той ги отблъсква, но през януари 1877 година, когато научава, че гръцката държава насърчава революцинната активност, е привлечен към делото.
През май 1877 година се образува Централен комитет за национална отбрана и братство след сливането на организациите Братство и Национална отбрана и за негов председател е избран Павлос Калигас. Комитетът цели подготовката на революционните движения в „поробена Гърция“.
Централният комитет от своя страна делегира организирането на македонско въстание на отделен Македонски комитет, избран в началото на 1878 година от македонци, живеещи в Атина. Негов президент става професорът по старогръцка литература в Атинския университет Йоанис Пантазидис, а членове - военният лекар Георгиос Папазисис, професорът Николаос Халкиопулос и адвокатите Леонидас Пасхалис и Стефанос Драгумис, който е най-активният член на комитета.
През януари и февруари 1878 година основната цел на Комитета е да осигури финансова подкрепа и да създаде чети, които да заминат за Македония. В началото на януари Драгумис моли Илияс Кахагияс, директор на гръцка параходна компания, да осигури кораб за трансторт на 300 души до македонското крайбрежие. В крайна сметка на гръцкото правителство са предоставени три кораба. Кампанията за набиране на доброволци на Комитета започва в Неа Пела, македонската махала на Аталанти, която дава бойци във въстанието от 1854 година. Инициативата на Комитета е подкрепена от старите дейци от 1854 година Апостолос Лазос, Панос Цурас, както и от Николаос Влахавас, син на Евтимиос Влахавас.
Големи усилия в набирането на четници полага капитан Георгиос Томас, по-късно депутат от Халкида. През февруари 1878 година той уведомява Комитета, че е набрал чета от 600-700 души в Тива и на Евбея. В нея влизат Николаос Гацос, ветеран командир на батальон от Воден, Константинос Касомулис, племенник на Николаос Касомулис от Влашка Блаца и други ветерани от 1854 година. За водач на експедицията е назначен капитан Космас Думбиотис, подкрепен от командирите Георгиос Захилас, Михаилс Дзимас, Милтиадис Апостолидис, Янакис Лазос и други. Четата се състои от 243 доброволци от Атина, 70 от Аталанти, 106 от Стилида и Ламия, 16 от Скиатос, 62 от Ори и Ксирохори на Евбея и 20 македонци.
Комитетът първоначално планира дебаркиране на Халкидики и в Струмския залив и съответно военни действия в Сярско. Това е подкрепено от някои от македонците от Аталанти, които поддържат дебаркиране на Халкидики. Ветераните от 1854 година обаче, помнейки грешката на Димитриос Каратасос с дебаркиране на Света гора, предлагат дебаркиране при Платамонас в подножието на Олимп и навлизане в Македония през Куково в долината на Бистрица, и Ксироливадо към Негуш. Други предлагат център на въстанието да стане Югозападна Македония.
Планът на гръцките консули в Македония, предложен на външното министерство, е голяма експедиционна част да дебаркира в района на Катерини-Олимп, където да дигне въстание и след това да разгърне бунта към Берско, Негушко и Воденско. Втора част трябва да дебаркира на Халкидики и трета в района между Ставрос и устието на Струма и да се насочи към Неврокоп и Мелник. Сходни операции трябва да бъдат извършени в Сервийско, Кожанско и Костурско и на север до Преспа, Охридско, Битолско и Мариово. Заради очевидния ангажимент на консула в солун Константинос Ватикиотис и митрополит Йоаким Солунски, властите искат отзоваване на Ватикиотис в Атина и на Йоаким в Цариград през април и май 1878 година.
За изпращане на чети в Македония работи старият революционер Леонидас Вулгарис, син на Анастас Българин. От началото на 1877 година Вулгарис започва да формира чети за вдигане на въстания в Епир, Тесалия и Македония, Албания, Крит, Мала Азия, Самос и дори на Кипър. Пише за плановете си на различни членове на правителството в Атина и с правителствено одобрение за изпращане на чета в Македония той вика капитан Димитриос Екзархос и много македонски бойци от Тесалия през юли 1877 година. Той прави лагер при Агиос Георгиос на Саламин и започва бързото обучение на 150 души, като планът му предвижда създаване на част от 1000 души, снабдени с 4000 пушки. Междувременно е в контакти с капитаните Карапатакис и Хостевас. Това предприятие на Вулгарис обаче е спряно през лятото на 1877 година от гръцкото правителство, след руската загуба при Плевен, тъй като Гърция предпочита да не взима участие в продължаващите военни действия между Русия и Османската империя. Плевен пада през декември 1877 година, но Гърция продължава да се колебае дали да се намеси във войната. След падането на Одрин, новото правителство на Александрос Кумундурос решава да изпрати гръцката армия в Тесалия, като същевременно организира въстания в Тесалия, Епир, Македония и на Крит. Русия и Турция обаче вече преговарят за примирие и гръцките части се изтеглят.
Македонският комитет в Атина и гръцката държава от самото начало обаче отхвърлят възможността за въстание в Македония, оглавено от Вулгарис, „поради тесните връзки, които той поддържа със славяните“. Въпреки това на 26 декември 1877 година/7 януари 1878 година със 150 души тръгва с кораб за района на Катерини-Олимп, за да се присъедини към готвеното Гръцко въстание в Македония, но лошите атмосферни условия не позволяват дебаркиране.

### Бунт в Литохоро
| “ | До Правителствата на Великите сили Дългите страдания, за които уважаваните Правителства са били информирани от време на време чрез своите представители, и които напоследък се удвоиха, накараха хората от Македония да вземат оръжие, за да защитят своя живот, своята чест и своята собственост. Днес представителите на няколко общини в Македония, на събрание, свалиха тираничното управление на султана и провъзгласиха обединението на Македония с Майка Гърция. Те ни избраха да формираме временното Правителство на революцията, и ни възложиха задължението да се обърнем към Християнските сили и да поискаме тяхната могъща защита за нашата справедлива борба, както и тяхното съчувствие за нашите жени и деца, които са изложени на риск от турската бруталност. Ние сме убедени, че загрижеността на Европейските сили за бъдещето на Изтока ще се увеличи, за да покрие и цяла Македония. Тъй като нашата страна е готова, заради свободата и обединението с Майка Гърция да се подложи на огън и опустошения, вместо да остане поробена под тая отвратителна власт, чиито органи - черкезите, гегите, зейбеците и башибозуците - опустошават земята ни и омърсяват честта и светостта на нашите семейни огнища. Всички обещания и предприети усилия, които този владетел е дал на поданиците си или на Великите сили винаги са се оказвали целенасочено предателски и измамни. Турското правителство често е давало права, но тиранията нито за миг не е намаляла. Напротив, нашите страдания продължават безспирно и всъщност са станали дори още по-ужасни, тъй като това правителство е станало слабо и неефективно. Поради тази причина ние бяхме принудени да вземем оръжие, за да можем поне да умрем като хора и гърци, ако не можем да живеем като разумни свободни същества. Литохоро, Олимп, 19 февруари 1878 Временното правителство на Македония Евангелос Коровангос, председател, А. Астериу, Г. Б. Захариадис, Никифор, монах, Йоанис Г. Вергидис, Атанасиос Георгиу, свещеник, Йоанис Николау | ” |
|   | |   |

На 19 февруари/3 март 1878 година с подкрепата на гръцката държава избухва въстанието в Литохоро край Олимп. Оглавено е от Космас Думбиотис, който с 500 души е транспортиран по море с гръцките кораби „Идра“ и „Византио“. Думбиотис дебаркира при Скала и овладява Литохоро. Пристигането на Думбиотис кара района да въстане и на 20 февруари/2 март Михалис Дзимас и Милтиадис Апостолидис с помощта на хора от Лептокария, Скотина и Пантелеймон, овладява Платамонската крепост. Образувано е привременно правителство, начело с Евангелос Коровангос, което на 19 февруари/3 март обявява присъединяването на Македония към Гърция и известява за това с прокламация консулите на европейските държави в Солун.
Думбиотис, който не блести с лидерски качества, прави серия от статегически грешки. Така вместо да овладее Катерини веднага след влизането в Литохоро, той започва дълги преговори с представителиje на християнската и мюсюлманската община в града Николаос Бицос и Дервиш паша, чиято цел е да забавят преговорите до пристигането на османски подкрепления. Бицос и брат му - преводач в британското консулство в Солун, излъгват Думбиотис, че Катерини ще се предаде, но при условие въстаниците да не влизат в града. Такива части пристигат и османците атакуват бунтовниците в Олимп. Думбиотис прави и втора тактическа грешка като разделя основните си части на две, изпращайки Георгиос Захилас в Рапсани, Южен Олимп.
Въстаниците се сблъскват и с голям надостиг на храни и боеприпаси, въпреки опитите на Македонския комитет да ги снабди. През март Македонският комитет изпраща нова експедиционна част под командването на Маркос Карагеоргиос, но опитът за десант се проваля и мунициите са заловени от османците. Комитетът създава специален подкомитет на Скиатос, начело с Николаос Стагиритис и Йоанис Георгиадис, чиято цел е доставка на оръжие в Олимп.
В Южен Олимп на 23 февруари Захелас и Апостолидис печелят голямо тридневно сражение при Дерели срещу силни части геги и местни турци.
След като раздава оръжие на хората от околните селища, на 24 февруари/8 март Думбиотис тръгва с отряда си от 400 души и 65 литохорци срещу черкезкото село Тохово, оставяйки така Литохоро неохранявано. Основната му цел е да повдигне духа на околните села, страдащи от нападенията на черкезите, но селяните не въстават масово. След четиридневен изтощителен марш през селата Вронду, Зязяко, Ритини и Дранища, стигат до Радяни. Към Думбиотис се присъединяват капитаните Панайотис Калогирос и Георгиос Давелис.

### Бунт в Колиндрос
Към Думбиотис на 28 февруари се присъединява и епископ Николай Китроски, след като на 22 февруари/6 март е обявил въстание в Колиндрос заедно с Калогирос и Вангелис Хостевас. Гръцките въстаници овладяват Колиндрос и гръцкият консул в Солун Константинос Ватикиотис съветва бунтовниците да се окопаят и да чакат подкрепления. Въстаниците изпращат семействата си във Филакто и Галакто и 700 души се укперяват в Колиндрос. Срещу тях е изпратен Ашаф паша от Косово, начело на 4 батальона. На 26 февруари/10 март обаче въстаниците решават да изоставят Колиндрос и след като подпалват епископията, напускат града и се се установяват при Палатиция и Радяни. Значителна част от първенците и населението остава в града и на 27 февруари праща делегация до османците в Либаново с разкаяние, че са били заблудени. Колиндрос е овладян от 300 турци и черкези и е разграбен.

### Действия при Палатиция
Въстаниците преценяват, че частите събрани при Радяни са недостатъчни за нападение над Тохово и основна цел на Думбиотис става овладяването на Петренския манастир и подкрепата на бунта в Китроската епархия. Решено е въстаническите сили да се разделят. Епископ Николай Китроски заедно с помощника си Михалис Дзимас и 80 души през манастира „Вси светии“ стигат до Палатиция, където се присъединяват към Вангелис Хостевас, солунчанина Атанасиос Кокоравас, местния капитан Константинос Киркопулос и лекаря Димостенис Калостипис. 600-те въстаници от Колиндрос настаняват семействата си във „Вси светии“ над Палатиция и след това заемат десния бряг на река Бистрица (Алиакмонас) и отбиват турските атаки, като печелят победа над турско-албански части при Продромос.
На 15/27 март обаче 800 турци настъпват към манастира „Вси светии“, където са събрани въстаническите жени и деца. Въстаниците са уведомени същия ден и на следния дават дълго сражение при манастира, като успяват да спасят около 300 семейства. След това се оттеглят с тежък поход през Спорлита, Велвендо и потъналата в сняг Фламбуро към Сервия, насърчавани от Никола Китроски и Кокоравас.

### Разгром на Литохоро
Частите на Ашаф паша настъпват към незащитеното Литохоро и на 3/15 - 4/16 март овладяват, разграбват и изгарят градчето. Това лишава въстаниците от възможността за снабдяване по море и се отразява върху бойния дух на местното население. Разгромът на Литохоро прави голямо впечатление на европейските консули в Солун, които посещават валията Ибрахим Халил паша и искат спиране на ограбването на Литохоро и околните селища. Пашата отговаря, че са изгорени само 15 къщи при обстрела и 5 при оттеглянето на въстаниците и че той няма намерение да наранява жени и деца. На практика обаче са изгорени 300 къщи и 9 църкви, 600 души остават без покрив. Децата и жените избягали в манастира „Свети Дионисий“ са принудени да се върнат в изгорялото селище. Повечето от тях се местят в Солун и се установяват в ханове и четири мелници извън Вардар капия. Ватикиотис и митрополит Йоаким Солунски се опитват да осигурят финансова подкрепа.

### Оттeгляне в Хасия
След разгрома на Литохоро и Рапсани, Думбиотис през Кокиноплос стига до Скамния и оттам на югозапад до Поляна, където се сблъсква с османски части. Недостигът на боеприпаси обаче кара Думбиотис да се оттегли към Хасия, за да чака подкрепления, изпратени от Македонския комитет. В средата на март Комитетът подготвя нова експедиционна част от 300 души под командата на Янакис Олимпиос, Гулас Нелас и Епаминондас Закас, внук на Янулис Зякас. Действията на османските власти обаче успяват да предотвратят дебаркирането им под Олимп. Три нови чети са създадени под командването на Янакис Олимпиос, К. Криемадис и К. Георгиадис, но и те не навлизат в Македония и остават в Тесалия.
В края на март Думбиотис се събира с епископ Николай в село Концико. В началото на април четата на Думбиотис е край Дескати в очакване на подкрепления, а по-късно се мести при село Портес в Аграфа. Тук Думбиотис праща Каровангос и Йоанис Пасхалис да се срещнат с водача на тесалийското въстание Константинос Исхомахос с искания за подкрепления.

### Примирие в Смоково
Великобритания, която е остър противник на Санстефанския договор, се опитва да умиротвори гръцкото правителство в Атина. На 16 април 1878 година след преговори в Смоково и под натиск на британскте консули в Атина Мерлин и в Солун Блънт е подписано примирие между османските сили и гръцките бунтовници. Бунтовническите части на Думбиотис и епископ Николай заедно с Коровангос и 400 бежанци се оттеглят на гръцка територия.

### Финални действия
Някои гръцки чети остават в района и в края на 1878 година, като се отдават на грабежи, включително и над гръцкото население. Това са четите на Хостевас, Калогирос, Трумбукис, Лякос, Заркадас и Гадзарас. Тези чети се оплакват на гръцките консулства за липса на морална и материална подкрепа от гръцкото правителство. Затова през ноември Христевас и Калогирос питат Ватикиотис има ли планове за ново въстание и има ли смисъл да стоят в Македония и искат разрешение да се върнат в Тесалия. Ватикиотис ги моли да останат още поради доброто им поведене спрямо гръцките селища и поради новата ситуация след Берлинския конгрес, която изисква присъствието на гръцки чети в Македония. Но липсата на муниции и зимната обстановка карат двамата капитани да се оттеглят в Тесалия.
Известни са опити на ръководителите на българското въстание в Кресна и Разлог да установят сътрудничество с тези отряди. В района на Олимп е изпратен с четата си войводата Георги Караискаки, който продължава да действа в Тесалия и през лятото на 1879 година.

### Причини за разгрома
Въстанието страда от лошо ръководство, лоша координация между отделните военни операции. Към това се прибавя и хладното, понякога дори негативно отношение на официална Гърция към бунта в Македония и невъзможността да се изпратят оръжия и муниции за въоръжаване на местното население. Друга причина за неуспеха на бунта е отсъствието на синхронизация с бунта на Халкидики и Четническото движение в Югозападна Македония (1878).